# 盧西亞諾龍屬
盧西亞諾龍屬（學名：Lucianosaurus）是羊膜動物的一屬，可能是分類未定的主龍形類動物。牠的化石只有牙齒，發現於美國新墨西哥州的三疊紀晚期地層。模式種是L. wildi，是由阿德里安·亨特（Adrian Hunt）及斯潘塞·盧卡斯（Spencer G. Lucas）在1994年描述及命名的。盧西亞諾龍的屬名是以其發現地來命名。

## 分類及命名
盧西亞諾龍最初被分類為鳥臀目恐龍。由於牠只有牙齒化石，大衛·諾曼（David B. Norman）等人在2004年認為牠只是疑名。在2007年，Sterling Nesbitt等人認為牠是有效的屬，並將牠重新分類在主龍形類之下。另一群科學家也將盧西亞諾龍歸類為主龍形類的分類未定屬。近年被發現牙齒跟橫齒獸科有高度相似處，例如：近三角形齒冠、加大的鋸齒邊緣、牙齒位於齒槽。另有研究人員指出，根據地理分布，特髏龍比較可能屬於主龍形類，而非較侷限性的橫齒獸科。